# Lepidonotus willeyi
Lepidonotus willeyi är en ringmaskart som beskrevs av Benham 1915. Lepidonotus willeyi ingår i släktet Lepidonotus och familjen Polynoidae. Inga underarter finns listade i Catalogue of Life.